# Leucauge pulcherrima
Leucauge pulcherrima este o specie de păianjeni din genul Leucauge, familia Tetragnathidae. A fost descrisă pentru prima dată de Keyserling, 1865. Conține o singură subspecie: L. p. ochrerufa.